# Astral Aviation
Astral Aviation è una compagnia aerea cargo con sede a Nairobi, in Kenya. È stata fondata nel novembre 2000 e ha iniziato le operazioni nel gennaio 2001. Opera voli cargo di linea e charter/ad hoc verso destinazioni regionali e internazionali in Africa, Belgio e Regno Unito. La sua base principale è l'aeroporto Internazionale Jomo Kenyatta, Nairobi.

## Destinazioni
Al 2022, Astral Aviation opera voli verso Belgio, Malawi, Mozambico, Repubblica Democratica del Congo, Regno Unito, Somalia, Sudafrica, Sudan del Sud, Tanzania, Zanzibar, Uganda e Zambia.

## Flotta

### Flotta attuale
A febbraio 2024 la flotta di Astral Aviation è così composta:

### Flotta storica
Astral Aviation operava in precedenza con i seguenti aeromobili:
- Boeing 747-400(BDSF)
- Boeing 747-400F
- Boeing 757-200(PCF)
- Cessna 208B Grand Caravan
- Douglas DC-9
- Fokker F27

## Incidenti
- Nell'ottobre 2006, un Hawker Siddeley HS 748 noleggiato dalla Best Air si schiantò durante l'atterraggio in Sud Sudan. Non ci furono vittime tra i 5 a bordo.[8]